# Паркер (Флорида)
Паркер (енгл. Parker) град је у америчкој савезној држави Флорида. По попису становништва из 2010. у њему је живело 4.317 становника.

## Демографија
Према попису становништва из 2010. у граду је живело 4.317 становника, што је 306 (6,6%) становника мање него 2000. године.
| Група             | 2000.         | 2010.         |
| Белци             | 3.722 (80,5%) | 3.259 (75,5%) |
| Афроамериканци    | 524 (11,3%)   | 539 (12,5%)   |
| Азијати           | 123 (2,7%)    | 110 (2,5%)    |
| Хиспаноамериканци | 116 (2,5%)    | 241 (5,6%)    |
| Укупно            | 4.623         | 4.317         |